# Afrotrilepis
Afrotrilepis (Gilly) J.Raynal é um género botânico pertencente à família Cyperaceae.

## Espécies
Apresenta duas espécies:
- Afrotrilepis jaegeri J.Raynal
- Afrotrilepis pilosa (Boeckeler) J.Raynal